# Marcelo Gallardo
Marcelo Daniel Gallardo (Merlo, 18 gennaio 1976) è un allenatore di calcio ed ex calciatore argentino, di ruolo centrocampista, tecnico del River Plate.
Dopo aver esordito in giovane età nel River Plate, con cui vince 5 campionati, la Coppa Libertadores 1996 e la Supercoppa Sudamericana 1997, tenta l'avventura in Europa, prima al Monaco – dove vince campionato e Supercoppa nel 2000 e la Coppa di Lega 2003 – poi al Paris Saint-Germain, con cui vince un'altra Coppa di Lega nel 2008. Si trasferisce negli Stati Uniti, ottenendo una coppa nazionale con il D.C. United nel 2008, quindi torna una seconda volta al River Plate prima di chiudere la carriera in Uruguay, tra le file del Nacional, con cui vince il titolo uruguaiano nel 2011.
Da tecnico inizia con il Nacional nel 2011, vincendo subito il campionato nazionale. Dal 2014 al 2022 allena il River Plate, con cui in nove stagioni conquista quattordici titoli – comprese due Coppe Libertadores – diventando l'allenatore più titolato della storia del club.

## Caratteristiche tecniche
Era un centrocampista offensivo tecnico e rapido.

## Carriera

### Giocatore

#### Club
Gallardo iniziò la sua carriera professionistica nel 1992 con il River Plate, vincendo 3 Campionati d'Apertura (1993, 1994 e 1996), 1 Campionato di Clausura (1997) e 1 Coppa Libertadores (1996).
La sua prima avventura con i Millonarios durò fino alla stagione 1998-1999 quando si trasferì ai francesi del Monaco. Nella sua prima stagione europea Gallardo giocò 28 partite segnando 8 gol e formò una coppia micidiale con il compagno di reparto Ludovic Giuly. La stagione seguente vinse il campionato e la Supercoppa di Francia con la squadra del Principato. Gallardo fu uno dei migliori giocatori di quella squadra, tanto da vincere il premio di Giocatore dell'anno della Ligue 1 in quell'anno (2000). Tuttavia durante la sua terza stagione al Monaco le cose non andarono per il meglio con l'allenatore Didier Deschamps e, come altri compagni, Gallardo decise di lasciare Monaco al termine della stagione.
Fu così che Gallardo ritornò in Argentina al River Plate, dove divenne capitano, e conquistò un altro Campionato di Clausura nel 2004.
Il 2 gennaio 2007 Marcelo Gallardo ha firmato un contratto per due anni con il Paris Saint-Germain. Ha debuttato con i parigini nella partita di Coppa di Francia vinta per 3-0 contro il Nîmes in 7 gennaio 2007 e in campionato il 13 dello stesso mese contro il Valenciennes. Il 27 gennaio 2008, ha accettato l'offerta del DC United, compagine della Major League Soccer, per poi tornare il 30 gennaio 2009 a giocare nella squadra che lo lanciò e dove vorrebbe chiudere la carriera: il River Plate.
Il 13 agosto 2010 si trasferisce al Nacional. Dopo aver vinto il campionato uruguayano col Nacional, l'11 giugno annuncia il proprio ritiro.

#### Nazionale
Gallardo ha esordito con la nazionale maggiore argentina nel 1994 contro Cile e ha totalizzato 44 presenze e 14 gol con la Selección.
Con la nazionale ha vinto i Giochi panamericani nel 1995 e una medaglia d'argento alle Olimpiadi di Atlanta del 1996. Ha inoltre partecipato a due edizioni del campionato del mondo, nel 1998 e nel 2002.

### Allenatore

#### Nacional
Pochi giorni dopo il ritiro dal calcio giocato, il 30 giugno 2011 accetta la proposta di allenare proprio il Nacional, squadra con cui ha chiuso la carriera agonistica. Lascia il club il 19 giugno 2012, dopo aver vinto il campionato uruguaiano.

#### River Plate
Il 5 giugno 2014 diventa l'allenatore del River Plate, altra sua ex squadra da calciatore. Alla prima stagione guida i biancorossi alla vittoria della loro prima Coppa Sudamericana, mentre l'anno successivo conquista la Coppa Libertadores, prestigioso trofeo che mancava da diciannove anni.
Nelle stagioni seguenti Gallardo si distingue ancora come un vincente, conquistando tre volte la Coppa Argentina, tre volte la Recopa Sudamericana, due volte la Supercopa Argentina, una volta la Coppa Suruga Bank, una volta il Trofeo de Campeones e soprattutto una seconda Coppa Libertadores. Grazie ai numerosi successi, nel 2019 diventa l'allenatore più vincente della storia del club.
Nel 2021, dopo sette stagioni con buoni piazzamenti in classifica, riesce finalmente ad affermarsi anche nel campionato argentino. Nell'ottobre del 2022 annuncia che non rinnoverà il contratto con i biancorossi, lasciando dunque il club dopo nove stagioni condite dalla conquista di quattordici titoli.

#### Al Ittihad e ritorno al River Plate
Il 18 novembre 2023 firma un contratto pluriennale con l'Al-Ittihad, squadra della Saudi Professional League. Al termine di un'annata poco soddisfacente il 3 luglio 2024 il club saudita ne annuncia la separazione.
Il mese seguente fa ritorno al River Plate in sostituzione di Martin Demichelis.

## Controversie
Il 9 giugno 2004 durante Boca Juniors-River Plate, semifinale d'andata della Copa Libertadores, fu protagonista di una rissa in campo tra le due squadre nella quale colpì con un pugno al naso il portiere avversario Roberto Abbondanzieri.

## Statistiche

### Presenze e reti nei club
Statistiche aggiornate al termine della carriera da calciatore.
| Stagione                   | Squadra                    | Campionato                 | Campionato | Campionato | Coppe nazionali | Coppe nazionali | Coppe nazionali | Coppe continentali | Coppe continentali | Coppe continentali | Altre coppe | Altre coppe | Altre coppe | Totale | Totale |
| Stagione                   | Squadra                    | Comp                       | Pres       | Reti       | Comp            | Pres            | Reti            | Comp               | Pres               | Reti               | Comp        | Pres        | Reti        | Pres   | Reti   |
| -------------------------- | -------------------------- | -------------------------- | ---------- | ---------- | --------------- | --------------- | --------------- | ------------------ | ------------------ | ------------------ | ----------- | ----------- | ----------- | ------ | ------ |
| 1992-1993                  | River Plate                | PD                         | 4          | 0          | -               | -               | -               | -                  | -                  | -                  | -           | -           | -           | 4      | 0      |
| 1993-1994                  | River Plate                | PD                         | 4          | 0          | -               | -               | -               | -                  | -                  | -                  | -           | -           | -           | 4      | 0      |
| 1994-1995                  | River Plate                | PD                         | 23         | 3          | -               | -               | -               | -                  | -                  | -                  | -           | -           | -           | 23     | 3      |
| 1995-1996                  | River Plate                | PD                         | 21         | 5          | -               | -               | -               | -                  | -                  | -                  | -           | -           | -           | 21     | 5      |
| 1996-1997                  | River Plate                | PD                         | 24         | 4          | -               | -               | -               | -                  | -                  | -                  | -           | -           | -           | 24     | 4      |
| 1997-1998                  | River Plate                | PD                         | 19         | 5          | -               | -               | -               | -                  | -                  | -                  | -           | -           | -           | 19     | 5      |
| 1998-1999                  | River Plate                | PD                         | 14         | 1          | -               | -               | -               | -                  | -                  | -                  | -           | -           | -           | 14     | 1      |
| 1999-2000                  | Monaco                     | D1                         | 28         | 8          | CF+CdL          | ?               | ?               | CU                 | 7                  | 0                  | SF          | 1           | 0           | 36+    | 8+     |
| 2000-2001                  | Monaco                     | D1                         | 26         | 6          | CF+CdL          | 5               | 2               | UCL                | 3                  | 0                  | -           | -           | -           | 34     | 8      |
| 2001-2002                  | Monaco                     | D1                         | 22         | 3          | CF+CdL          | 5               | 2               | -                  | -                  | -                  | -           | -           | -           | 27     | 5      |
| 2002-2003                  | Monaco                     | L1                         | 27         | 1          | CF+CdL          | 3               | 1               | -                  | -                  | -                  | -           | -           | -           | 30     | 2      |
| Totale Monaco              | Totale Monaco              | Totale Monaco              | 103        | 18         |                 | 13+             | 5+              |                    | 10                 | 0                  |             | 1           | 0           | 127+   | 23+    |
| 2003-2004                  | River Plate                | PD                         | 15         | 4          | -               | -               | -               | CS+CL              | 11                 | 3                  | -           | -           | -           | 26     | 7      |
| 2004-2005                  | River Plate                | PD                         | 25         | 6          | -               | -               | -               | CS+CL              | 10                 | 3                  | -           | -           | -           | 35     | 9      |
| 2005-2006                  | River Plate                | PD                         | 23         | 11         | -               | -               | -               | CS+CL              | 11                 | 3                  | -           | -           | -           | 34     | 14     |
| 2006-gen. 2007             | River Plate                | PD                         | 14         | 4          | -               | -               | -               | CS+CL              | 1                  | 1                  | -           | -           | -           | 15     | 5      |
| gen.-giu. 2007             | Paris Saint-Germain        | L1                         | 13         | 2          | CF+CdL          | 3+0             | 0               | CU                 | 3                  | 0                  | -           | -           | -           | 19     | 2      |
| 2007-gen. 2008             | Paris Saint-Germain        | L1                         | 9          | 0          | CF+CdL          | ?               | ?               | UCL                | 3                  | 0                  | -           | -           | -           | 12+    | 0+     |
| Totale Paris Saint-Germain | Totale Paris Saint-Germain | Totale Paris Saint-Germain | 22         | 2          |                 | 3+              | 0+              |                    | 6                  | 0                  |             | -           | -           | 31+    | 2+     |
| 2008                       | D.C. United                | MLS                        | 15         | 4          | CS              | 1               | 0               | CCC                | 0                  | 0                  | -           | -           | -           | 16     | 4      |
| gen.-giu. 2009             | River Plate                | PD                         | 10         | 3          | -               | -               | -               | CS+CL              | 4                  | 1                  | -           | -           | -           | 14     | 4      |
| 2009-2010                  | River Plate                | PD                         | 18         | 4          | -               | -               | -               | CS                 | 1                  | 0                  | -           | -           | -           | 19     | 4      |
| Totale River Plate         | Totale River Plate         | Totale River Plate         | 214        | 50         |                 |                 |                 |                    | 38                 | 11                 |             |             |             | 252    | 61     |
| 2010-2011                  | Nacional                   | PD                         | 12+1       | 3          | -               | -               | -               | CL                 | 2                  | 0                  | -           | -           | -           | 15     | 3      |
| Totale carriera            | Totale carriera            | Totale carriera            | 366+1      | 77         |                 | 17+             | 5+              |                    | 56                 | 11                 |             | 1           | 0           | 441+   | 93+    |

### Cronologia presenze e reti in nazionale
| Cronologia completa delle presenze e delle reti in nazionale ― Argentina | Cronologia completa delle presenze e delle reti in nazionale ― Argentina | Cronologia completa delle presenze e delle reti in nazionale ― Argentina | Cronologia completa delle presenze e delle reti in nazionale ― Argentina | Cronologia completa delle presenze e delle reti in nazionale ― Argentina | Cronologia completa delle presenze e delle reti in nazionale ― Argentina | Cronologia completa delle presenze e delle reti in nazionale ― Argentina | Cronologia completa delle presenze e delle reti in nazionale ― Argentina |
| Data                                                                     | Città                                                                    | In casa                                                                  | Risultato                                                                | Ospiti                                                                   | Competizione                                                             | Reti                                                                     | Note                                                                     |
| ------------------------------------------------------------------------ | ------------------------------------------------------------------------ | ------------------------------------------------------------------------ | ------------------------------------------------------------------------ | ------------------------------------------------------------------------ | ------------------------------------------------------------------------ | ------------------------------------------------------------------------ | ------------------------------------------------------------------------ |
| 16-11-1994                                                               | Santiago del Cile                                                        | Cile                                                                     | 0 – 3                                                                    | Argentina                                                                | Amichevole                                                               | -                                                                        | 85’                                                                      |
| 21-12-1994                                                               | Buenos Aires                                                             | Argentina                                                                | 1 – 0                                                                    | Romania                                                                  | Amichevole                                                               | -                                                                        | 82’                                                                      |
| 8-1-1995                                                                 | Riyadh                                                                   | Argentina                                                                | 5 – 1                                                                    | Giappone                                                                 | Conf. Cup 1995 - 1º turno                                                | -                                                                        | 67’                                                                      |
| 14-2-1995                                                                | Mendoza                                                                  | Argentina                                                                | 4 – 1                                                                    | Bulgaria                                                                 | Amichevole                                                               | 2                                                                        | 60’                                                                      |
| 13-5-1995                                                                | Johannesburg                                                             | Sudafrica                                                                | 1 – 1                                                                    | Argentina                                                                | Mandela Cup                                                              | 1                                                                        |                                                                          |
| 31-5-1995                                                                | Córdoba                                                                  | Argentina                                                                | 1 – 0                                                                    | Perù                                                                     | Amichevole                                                               | -                                                                        |                                                                          |
| 14-6-1995                                                                | Rosario                                                                  | Argentina                                                                | 2 – 1                                                                    | Paraguay                                                                 | Amichevole                                                               | -                                                                        |                                                                          |
| 22-6-1995                                                                | Mendoza                                                                  | Argentina                                                                | 6 – 0                                                                    | Slovacchia                                                               | Amichevole                                                               | 2                                                                        | 46’                                                                      |
| 30-6-1995                                                                | Quilmes                                                                  | Argentina                                                                | 2 – 0                                                                    | Australia                                                                | Amichevole                                                               | -                                                                        | 77’                                                                      |
| 8-7-1995                                                                 | Paysandú                                                                 | Argentina                                                                | 2 – 1                                                                    | Bolivia                                                                  | Coppa America 1995 - 1º turno                                            | -                                                                        | 46’                                                                      |
| 14-7-1995                                                                | Paysandú                                                                 | Stati Uniti                                                              | 3 – 0                                                                    | Argentina                                                                | Coppa America 1995 - 1º turno                                            | -                                                                        |                                                                          |
| 20-9-1995                                                                | Madrid                                                                   | Spagna                                                                   | 2 – 1                                                                    | Argentina                                                                | Amichevole                                                               | -                                                                        | 61’                                                                      |
| 8-11-1995                                                                | Buenos Aires                                                             | Argentina                                                                | 0 – 1                                                                    | Brasile                                                                  | Amichevole                                                               | -                                                                        | 46’                                                                      |
| 11-6-1997                                                                | Cochabamba                                                               | Argentina                                                                | 0 – 0                                                                    | Ecuador                                                                  | Coppa America 1997 - 1º turno                                            | -                                                                        | 46’                                                                      |
| 14-6-1997                                                                | Cochabamba                                                               | Argentina                                                                | 2 – 0                                                                    | Cile                                                                     | Coppa America 1997 - 1º turno                                            | 1                                                                        |                                                                          |
| 17-6-1997                                                                | Cochabamba                                                               | Argentina                                                                | 1 – 1                                                                    | Paraguay                                                                 | Coppa America 1997 - 1º turno                                            | 1                                                                        |                                                                          |
| 21-6-1997                                                                | Sucre                                                                    | Argentina                                                                | 1 – 2                                                                    | Perù                                                                     | Coppa America 1997 - Quarti di finale                                    | 1                                                                        |                                                                          |
| 6-7-1997                                                                 | Asunción                                                                 | Paraguay                                                                 | 1 – 2                                                                    | Argentina                                                                | Qual. Mondiali 1998                                                      | 1                                                                        |                                                                          |
| 20-7-1997                                                                | Buenos Aires                                                             | Argentina                                                                | 2 – 0                                                                    | Venezuela                                                                | Qual. Mondiali 1998                                                      | -                                                                        | 57’                                                                      |
| 10-9-1997                                                                | Santiago del Cile                                                        | Cile                                                                     | 1 – 2                                                                    | Argentina                                                                | Qual. Mondiali 1998                                                      | 1                                                                        | 86’                                                                      |
| 16-11-1997                                                               | Buenos Aires                                                             | Argentina                                                                | 1 – 1                                                                    | Colombia                                                                 | Qual. Mondiali 1998                                                      | -                                                                        | 81’                                                                      |
| 19-2-1998                                                                | Mendoza                                                                  | Argentina                                                                | 2 – 1                                                                    | Romania                                                                  | Amichevole                                                               | -                                                                        | 74’                                                                      |
| 24-2-1998                                                                | Mar del Plata                                                            | Argentina                                                                | 3 – 1                                                                    | Jugoslavia                                                               | Amichevole                                                               | -                                                                        |                                                                          |
| 10-3-1998                                                                | Buenos Aires                                                             | Argentina                                                                | 2 – 0                                                                    | Bulgaria                                                                 | Amichevole                                                               | -                                                                        | 46’                                                                      |
| 15-4-1998                                                                | Gerusalemme                                                              | Israele                                                                  | 2 – 1                                                                    | Argentina                                                                | Amichevole                                                               | -                                                                        |                                                                          |
| 14-5-1998                                                                | Córdoba                                                                  | Argentina                                                                | 5 – 0                                                                    | Bosnia ed Erzegovina                                                     | Amichevole                                                               | -                                                                        | 65’                                                                      |
| 19-5-1998                                                                | Mendoza                                                                  | Argentina                                                                | 1 – 0                                                                    | Cile                                                                     | Amichevole                                                               | -                                                                        | 74’ 81’                                                                  |
| 21-6-1998                                                                | Parigi                                                                   | Argentina                                                                | 5 – 0                                                                    | Giamaica                                                                 | Mondiali 1998 - 1º turno                                                 | -                                                                        | 75’                                                                      |
| 26-6-1998                                                                | Bordeaux                                                                 | Argentina                                                                | 1 – 0                                                                    | Croazia                                                                  | Mondiali 1998 - 1º turno                                                 | -                                                                        | 80’                                                                      |
| 30-6-1998                                                                | Saint-Étienne                                                            | Argentina                                                                | 2 – 2 dts (4 – 3 dtr)                                                    | Inghilterra                                                              | Mondiali 1998 - Ottavi di finale                                         | -                                                                        | 68’                                                                      |
| 3-2-1999                                                                 | Maracaibo                                                                | Venezuela                                                                | 0 – 2                                                                    | Argentina                                                                | Amichevole                                                               | 1                                                                        |                                                                          |
| 10-2-1999                                                                | Los Angeles                                                              | Argentina                                                                | 1 – 0                                                                    | Messico                                                                  | Amichevole                                                               | -                                                                        | 90+1’                                                                    |
| 4-9-1999                                                                 | Buenos Aires                                                             | Argentina                                                                | 2 – 0                                                                    | Brasile                                                                  | Amichevole                                                               | -                                                                        | 74’                                                                      |
| 7-9-1999                                                                 | Porto Alegre                                                             | Brasile                                                                  | 4 – 2                                                                    | Argentina                                                                | Amichevole                                                               | -                                                                        | 46’                                                                      |
| 26-4-2000                                                                | Maracaibo                                                                | Venezuela                                                                | 0 – 4                                                                    | Argentina                                                                | Qual. Mondiali 2002                                                      | -                                                                        | 78’                                                                      |
| 8-10-2000                                                                | Buenos Aires                                                             | Argentina                                                                | 2 – 1                                                                    | Uruguay                                                                  | Qual. Mondiali 2002                                                      | 1                                                                        |                                                                          |
| 28-2-2001                                                                | Roma                                                                     | Italia                                                                   | 1 – 2                                                                    | Argentina                                                                | Amichevole                                                               | -                                                                        | 81’                                                                      |
| 28-3-2001                                                                | Buenos Aires                                                             | Argentina                                                                | 5 – 0                                                                    | Venezuela                                                                | Qual. Mondiali 2002                                                      | 1                                                                        | 75’                                                                      |
| 25-4-2001                                                                | La Paz                                                                   | Bolivia                                                                  | 3 – 3                                                                    | Argentina                                                                | Qual. Mondiali 2002                                                      | -                                                                        | 61’                                                                      |
| 3-6-2001                                                                 | Buenos Aires                                                             | Argentina                                                                | 3 – 0                                                                    | Colombia                                                                 | Qual. Mondiali 2002                                                      | -                                                                        | 81’                                                                      |
| 5-9-2001                                                                 | Buenos Aires                                                             | Argentina                                                                | 2 – 1                                                                    | Brasile                                                                  | Qual. Mondiali 2002                                                      | 1                                                                        | 64’                                                                      |
| 17-4-2002                                                                | Stoccarda                                                                | Germania                                                                 | 0 – 1                                                                    | Argentina                                                                | Amichevole                                                               | -                                                                        | 31’ 62’                                                                  |
| 12-2-2003                                                                | Amsterdam                                                                | Paesi Bassi                                                              | 1 – 0                                                                    | Argentina                                                                | Amichevole                                                               | -                                                                        | 63’                                                                      |
| 30-4-2003                                                                | Tripoli                                                                  | Libia                                                                    | 1 – 3                                                                    | Argentina                                                                | Amichevole                                                               | -                                                                        | 46’                                                                      |
| Totale                                                                   |                                                                          | Presenze                                                                 | 44                                                                       |                                                                          | Reti                                                                     | 14                                                                       |                                                                          |

| Cronologia completa delle presenze e delle reti in nazionale ― Argentina Olimpica | Cronologia completa delle presenze e delle reti in nazionale ― Argentina Olimpica | Cronologia completa delle presenze e delle reti in nazionale ― Argentina Olimpica | Cronologia completa delle presenze e delle reti in nazionale ― Argentina Olimpica | Cronologia completa delle presenze e delle reti in nazionale ― Argentina Olimpica | Cronologia completa delle presenze e delle reti in nazionale ― Argentina Olimpica | Cronologia completa delle presenze e delle reti in nazionale ― Argentina Olimpica | Cronologia completa delle presenze e delle reti in nazionale ― Argentina Olimpica |
| Data                                                                              | Città                                                                             | In casa                                                                           | Risultato                                                                         | Ospiti                                                                            | Competizione                                                                      | Reti                                                                              | Note                                                                              |
| --------------------------------------------------------------------------------- | --------------------------------------------------------------------------------- | --------------------------------------------------------------------------------- | --------------------------------------------------------------------------------- | --------------------------------------------------------------------------------- | --------------------------------------------------------------------------------- | --------------------------------------------------------------------------------- | --------------------------------------------------------------------------------- |
| 12-3-1995                                                                         | Mar del Plata                                                                     | Argentina olimpica                                                                | 3 – 0                                                                             | Stati Uniti olimpica                                                              | Giochi Panamericani 1995 - 1º turno                                               | 2                                                                                 |                                                                                   |
| 14-3-1995                                                                         | Mar del Plata                                                                     | Argentina olimpica                                                                | 2 – 2                                                                             | Honduras olimpica                                                                 | Giochi Panamericani 1995 - 1º turno                                               | 2                                                                                 |                                                                                   |
| 18-3-1995                                                                         | Mar del Plata                                                                     | Argentina olimpica                                                                | 1 – 0                                                                             | Cile olimpica                                                                     | Giochi Panamericani 1995 - Quarti di finale                                       | -                                                                                 |                                                                                   |
| 21-3-1995                                                                         | Mar del Plata                                                                     | Argentina olimpica                                                                | 3 – 2                                                                             | Honduras olimpica                                                                 | Giochi Panamericani 1995 - Semifinale                                             | 2                                                                                 |                                                                                   |
| 24-3-1995                                                                         | Mar del Plata                                                                     | Argentina olimpica                                                                | 0 – 0 dts (5 – 4 dcr)                                                             | Messico olimpica                                                                  | Giochi Panamericani 1995 - Finale                                                 | -                                                                                 | [ 11 ]                                                                            |
| 18-2-1996                                                                         | Mar del Plata                                                                     | Argentina olimpica                                                                | 6 – 0                                                                             | Ecuador olimpica                                                                  | Pre-Olimpico 1996 - 1º turno                                                      | -                                                                                 | 64’                                                                               |
| 20-2-1996                                                                         | Mar del Plata                                                                     | Argentina olimpica                                                                | 2 – 1                                                                             | Cile olimpica                                                                     | Pre-Olimpico 1996 - 1º turno                                                      | -                                                                                 | 74’                                                                               |
| 22-2-1996                                                                         | Mar del Plata                                                                     | Argentina olimpica                                                                | 3 – 0                                                                             | Venezuela olimpica                                                                | Pre-Olimpico 1996 - 1º turno                                                      | 1                                                                                 | 46’                                                                               |
| 26-2-1996                                                                         | Mar del Plata                                                                     | Argentina olimpica                                                                | 4 – 0                                                                             | Colombia olimpica                                                                 | Pre-Olimpico 1996 - 1º turno                                                      | -                                                                                 |                                                                                   |
| 1-3-1996                                                                          | Mar del Plata                                                                     | Argentina olimpica                                                                | 2 – 0                                                                             | Uruguay olimpica                                                                  | Pre-Olimpico 1996 - Fase finale                                                   | -                                                                                 | 8’                                                                                |
| 3-3-1996                                                                          | Mar del Plata                                                                     | Argentina olimpica                                                                | 2 – 0                                                                             | Venezuela olimpica                                                                | Pre-Olimpico 1996 - Fase finale                                                   | -                                                                                 | 55’                                                                               |
| 20-7-1996                                                                         | Birmingham                                                                        | Stati Uniti olimpica                                                              | 1 – 3                                                                             | Argentina olimpica                                                                | Olimpiadi 1996 - 1º turno                                                         | -                                                                                 | 68’                                                                               |
| 24-7-1996                                                                         | Birmingham                                                                        | Argentina olimpica                                                                | 1 – 1                                                                             | Tunisia olimpica                                                                  | Olimpiadi 1996 - 1º turno                                                         | -                                                                                 | 67’                                                                               |
| 27-7-1996                                                                         | Birmingham                                                                        | Argentina olimpica                                                                | 4 – 0                                                                             | Spagna olimpica                                                                   | Olimpiadi 1996 - Quarti di finale                                                 | -                                                                                 | 75’                                                                               |
| 30-7-1996                                                                         | Athens                                                                            | Argentina olimpica                                                                | 2 – 0                                                                             | Portogallo olimpica                                                               | Olimpiadi 1996 - Semifinale                                                       | -                                                                                 | 79’                                                                               |
| Totale                                                                            |                                                                                   | Presenze                                                                          | 15                                                                                |                                                                                   | Reti                                                                              | 7                                                                                 |                                                                                   |

### Statistiche da allenatore
Statistiche aggiornate al 17 agosto 2025. In grassetto le competizioni vinte.
| Stagione           | Squadra            | Campionato         | Campionato | Campionato | Campionato | Campionato | Coppe nazionali | Coppe nazionali | Coppe nazionali | Coppe nazionali | Coppe nazionali | Coppe continentali | Coppe continentali | Coppe continentali | Coppe continentali | Coppe continentali | Altre coppe   | Altre coppe | Altre coppe | Altre coppe | Altre coppe | Totale | Totale | Totale | Totale | % Vittorie | Piazzamento |
| Stagione           | Squadra            | Comp               | G          | V          | N          | P          | Comp            | G               | V               | N               | P               | Comp               | G                  | V                  | N                  | P                  | Comp          | G           | V           | N           | P           | G      | V      | N      | P      | %          | Piazzamento |
| ------------------ | ------------------ | ------------------ | ---------- | ---------- | ---------- | ---------- | --------------- | --------------- | --------------- | --------------- | --------------- | ------------------ | ------------------ | ------------------ | ------------------ | ------------------ | ------------- | ----------- | ----------- | ----------- | ----------- | ------ | ------ | ------ | ------ | ---------- | ----------- |
| 2011-2012          | Nacional           | PD                 | 30+1       | 20+1       | 7+0        | 3+0        | -               | -               | -               | -               | -               | CS+CL              | 2+6                | 0+2                | 0+0                | 2+4                | -             | -           | -           | -           | -           | 39     | 23     | 7      | 9      | 58,97      | 1º          |
| 2014               | River Plate        | PD                 | 19         | 11         | 6          | 2          | CA              | 3               | 0               | 3               | 0               | CS                 | 10                 | 8                  | 2                  | 0                  | -             | -           | -           | -           | -           | 32     | 19     | 11     | 2      | 59,38      | 2º          |
| 2015               | River Plate        | PD                 | 30         | 13         | 10         | 7          | CA              | 2               | 1               | 0               | 1               | CL+CS              | 14+6               | 5+2                | 7+1                | 2+3                | RS+CSB+Cmc+SA | 2+1+2+1     | 2+1+1+0     | 0           | 0+0+1+1     | 58     | 25     | 18     | 15     | 43,10      | 9º          |
| 2016               | River Plate        | PD                 | 16         | 4          | 6          | 6          | CA              | 6               | 6               | 0               | 0               | CL                 | 8                  | 4                  | 2                  | 2                  | RS            | 2           | 1           | 1           | 0           | 32     | 15     | 9      | 8      | 46,88      | 9º          |
| 2016-2017          | River Plate        | PD                 | 30         | 16         | 8          | 6          | CA              | 6               | 6               | 0               | 0               | CL                 | 12                 | 7                  | 2                  | 3                  | SA            | 1           | 0           | 0           | 1           | 49     | 29     | 10     | 10     | 59,18      | 2º          |
| 2017-2018          | River Plate        | PD                 | 27         | 13         | 6          | 8          | CA              | 5               | 4               | 1               | 0               | CL                 | 14                 | 6                  | 7                  | 1                  | SA            | 1           | 1           | 0           | 0           | 47     | 24     | 14     | 9      | 51,06      | 8º          |
| 2018-2019          | River Plate        | PD                 | 25         | 13         | 6          | 6          | CA              | 6               | 5               | 1               | 0               | CL                 | 13                 | 4                  | 7                  | 2                  | RS+Cmc+CdL    | 2+2+4       | 1+1+2       | 0+1+1       | 1+0+1       | 52     | 26     | 16     | 10     | 50,00      | 4º          |
| 2019-2020          | River Plate        | PD                 | 23         | 14         | 5          | 4          | CA              | 3               | 2               | 1               | 0               | CL                 | 12                 | 8                  | 2                  | 2                  | SA+CdL        | 1+11        | 1+7         | 0+2         | 0+2         | 50     | 32     | 10     | 8      | 64,00      | 2º          |
| 2021               | River Plate        | PD                 | 25         | 16         | 6          | 3          | CA              | -               | -               | -               | -               | CL                 | 10                 | 3                  | 4                  | 3                  | SA+CdL+TC     | 14+1        | 6+1         | 4+0         | 4+0         | 50     | 26     | 14     | 10     | 52,00      | 1°          |
| 2022               | River Plate        | PD                 | 27         | 14         | 5          | 8          | CA              | 4               | 3               | 1               | 0               | CL                 | 8                  | 5                  | 2                  | 1                  | CdL           | 15          | 9           | 2           | 4           | 54     | 31     | 10     | 13     | 57,41      | 3°          |
| nov. 2023-2024     | Al-Ittihad         | SPL                | 21         | 9          | 3          | 9          | KCC             | 2               | 1               | 0               | 1               | ACL                | 6                  | 3                  | 1                  | 2                  | SS+CdC+Cmc    | 2+0+2       | 1+0+1       | 0+0+0       | 1+0+1       | 33     | 15     | 4      | 14     | 45,45      | Sub., 5°    |
| ago.-dic. 2024     | River Plate        | PD                 | 17         | 7          | 8          | 2          | CA+CdL          | -               | -               | -               | -               | CL                 | 6                  | 3                  | 2                  | 1                  | -             | -           | -           | -           | -           | 23     | 10     | 10     | 3      | 43,48      | Sub         |
| 2025               | River Plate        | PD                 | 21+2       | 11+1       | 9+1        | 1+0        | CA              | 2               | 2               | 0               | 0               | CL                 | 7                  | 3                  | 4                  | 0                  | SI+Cmc        | 1+3         | 0+1         | 1+1         | 0+1         | 36     | 18     | 16     | 2      | 50,00      |             |
| Totale River Plate | Totale River Plate | Totale River Plate | 260+2      | 132+1      | 75+1       | 53+0       |                 | 37              | 29              | 7               | 1               |                    | 120                | 58                 | 42                 | 20                 |               | 64          | 35          | 13          | 16          | 483    | 255    | 138    | 90     | 52,80      |             |
| Totale carriera    | Totale carriera    | Totale carriera    | 314        | 163        | 86         | 65         |                 | 39              | 30              | 7               | 2               |                    | 134                | 63                 | 43                 | 28                 |               | 68          | 37          | 13          | 18          | 555    | 293    | 149    | 113    | 52,79      |             |

## Palmarès

### Giocatore

#### Club

##### Competizioni nazionali
- Campionato argentino: 6

River Plate: 1993 (A), 1994 (A), 1996 (A), 1997 (C), 1997 (A), 2004 (C)
- Campionato francese: 1

Monaco: 1999-2000
- Supercoppa francese: 1

Monaco: 2000
- Coppa di Lega francese: 2

Monaco: 2002-2003
PSG: 2007-2008
- Lamar Hunt U.S. Open Cup: 1

DC United: 2008
- Campionato uruguaiano: 1

Nacional: 2010-2011

##### Competizioni internazionali
- Coppa Libertadores: 1

River Plate: 1996
- Supercoppa Sudamericana: 1

River Plate: 1997

#### Nazionale
- Giochi panamericani: 1

1995
- Argento olimpico: 1

Atlanta 1996
- Campionato mondiale Under-20: 1

1997

#### Individuale
- Equipo Ideal de América: 2

1997, 1998
- Trophées UNFP du football: 1

Miglior giocatore della Division 1: 2000

### Allenatore

#### Club

##### Competizioni nazionali
- Campionato uruguaiano: 1

Nacional: 2011-2012
- Coppa d'Argentina: 3

River Plate: 2015-2016, 2016-2017, 2018-2019
- Supercopa Argentina: 2

River Plate: 2017, 2019
- Campionato argentino: 1

River Plate: 2021
- Trofeo de Campeones de la Liga Profesional: 1

River Plate: 2021

##### Competizioni internazionali
- Copa Sudamericana: 1

River Plate: 2014
- Recopa Sudamericana: 3

River Plate: 2015, 2016, 2019
- Coppa Libertadores: 2

River Plate: 2015, 2018
- Coppa Suruga Bank: 1

River Plate: 2015

#### Individuale
- Allenatore sudamericano dell'anno: 3

2018, 2019, 2020